# Hulda-Hrokkinskinna
L'Hulda-Hrokkinskinna è una saga dei re norrena scritta poco dopo il 1280 che narra la storia dei re di Norvegia da Magnús góði, che ascese al trono nel 1035, a Magnús Erlingsson, che morì nel 1177.

## Saga
La saga è basata sull'Heimskringla di Snorri Sturluson, ma integrata da prosa e poesia proveniente da una versione del Morkinskinna oggi perduta. L'Hulda-Hrokkinskinna è prezioso soprattutto laddove il manoscritto sopravvissuto del Morkinskinna è lacunoso; esso conserva otto versi di poesia scaldica che si ritrovano solo qui, scritti dai poeti Arnórr Þórðarson, Þjóðólfr Arnórsson, Bölverkr Arnórsson e Þórarinn Stuttfeldr.
Alcuni dei primi commentatori ritennero che l'Heimskringla fosse basata sull'Hulda-Hrokkinskinna, piuttosto che il contrario; questa teoria è stata recentemente difesa di nuovo con la motivazione che essa conduce ad un più semplice albero genealogico dei manoscritti delle saghe.
La saga si è conservata in due manoscritti. L'Hulda ("il manoscritto nascosto"), o AM 66 fol., è un manoscritto islandese dell'ultima parte del XIV secolo; consiste di 142 fogli, di cui i primi 6 sono oggi perduti. Lo Hrokkinskinna ("pergamena raggrinzita"), o GKS 1010 fol., è un manoscritto islandese dell'inizio del XV secolo; i primi 91 fogli contengono il testo dell'Hulda-Hrokkinskinna, mentre gli ultimi 4 fogli, aggiunti nel XVI secolo, contengono una versione incompleta dell'Hemings þáttr Áslákssonar. Il testo dell'Hulda è migliore di quello dello Hrokkinskinna.
L'Hulda-Hrokkinskinna contiene un certo numero di þættir:
- Þorgríms þáttr Hallasonar
- Hrafns þáttr Guðrúnarsonar
- Hreiðars þáttr
- Halldórs þáttr Snorrasonar
- Auðunar þáttr vestfirzka
- Brands þáttr örva
- Þorsteins þáttr sögufróða
- Þorvarðar þáttr krákunefs
- Sneglu-Halla þáttr
- Odds þáttr Ófeigssonar
- Stúfs þáttr
- Gísls þáttr Illugasonar
- Ívars þáttr Ingimundarsonar
- Gull-Ásu-Þórðar þáttr
- Þinga þáttr

Il testo dell'Hulda-Hrokkinskinna fu stampato nel 6° e nel 7° volume delle Fornmanna sögur nel 1831-1832; fino al 2006 la saga non è più stata pubblicata. La studiosa danese Jonna Louis-Jensen ha lavorato estesamente sull'Hulda-Hrokkinskinna: nel 1968 pubblicò un'edizione fac-simile dell'Hulda e nel 1977 un'analisi critica della saga; ella ha anche quasi completato una nuova analisi critica della saga.